# VIVID VICE
『VIVID VICE』（ヴィヴィッドヴァイス）は、日本の音楽ユニット・Who-ya Extendedの1枚目のEP。2021年2月17日にSME Records（Sony Music Labels Inc.）より発売。

## 概要
- 自身初のEP[注 1]。
- CDは、通常版、初回生産限定盤、期間生産限定盤との3形態で発売[1]。
- 初回生産限定盤の特典DVDには、表題曲「VIVID VICE」のミュージックビデオを収録。
- 期間生産限定盤の特典DVDには、「TVアニメ『呪術廻戦』第2クール ノンクレジットオープニングムービー」を収録。
- 今作は全曲通して「疾走感」や「スピード感」を軸にしている[2]。

## 楽曲説明
1. VIVID VICE
TVアニメ「呪術廻戦」第2クールオープニングテーマ[3][4][5]
かねてから「呪術廻戦」のファンだったWho-yaは主人公たちの成長、人間らしいところにスポットを当てているこの作品のストーリー性を表現したいと思い、人間らしい感情や葛藤を表現した曲となっている[6]。
本楽曲は、デジタルサウンドを一切使っておらず、これまでデジタルサウンドを中心にしてきたWho-ya Extendedとしても攻めた楽曲[6]。
タイトルのVIVID VICEは「鮮やかな罪、償い」といったマイナスの意味合いにも取れる言葉をあえて選んでおり、「善い・悪い」は自分が決めればいい、「善悪を無視して突き進め！」というのを自分にも向けて鼓舞している意味合い。[2]
歌い方は『呪術廻戦』という作品の持つ雰囲気から、激しく歌うのではなく、あえて「人間らしさ」というか「俯瞰してものを見ている」ようなイメージで歌っている。
歌詞は、登場人物誰か一人の視点というよりは、『呪術廻戦』の個性溢れるキャラクターたち、それぞれの視点を感じられるような歌詞にしたかった。[2]
  - ライナーノーツ
世界はトーンを揃えろと幾久しく求めている。
取り繕った正義や不可視の犠牲に気付いても、もう戻れない。
自らを信じる心だけは、誰にも染められないだろう。
生きる上で連鎖する選択や決意に寄り添えればと歌いました[7]。
  - カバーアート

期間限定版のカバーアートは、呪術廻戦監督自身が描いたもの。構図は第2クールの14話で実際に出てくるシーン。[8]
2. The master mind
疾走感があり、重めのギター、打ち込みの音も使っている[6]。
トラック、メロディを先に作って、歌詞はあとから書いている。韻の踏み方、印象的なフレーズを繰り返すことは意識したという[6]。
  - ライナーノーツ
僕らは、現実は不可変と知りながら自らの価値を追い続けている。
結末を知りつつ問うような、最期を見据えて進むような。
背負うものは数え切れない。
誰が誰を生かし、壊すのか。
答えは既に己が持ち得ている。[9]。
3. VIVID BANG
「VIVID VICE」とリンクしており、サウンドも生音を中心とした楽曲[6]。
  - ライナーノーツ
誰しもが持っている展望や希望。
その上で平等に感じるのは、選び抜いてきた「生」の終着点が孤独である恐怖ではないだろうか。
出来る事なら軽やかに、求めるまま、未知の景色を探して駆け上がっていきたいと思うばかり[10]。
4. Enough is Enough
「The master mind」と同様の方法で作られている[6]。
  - ライナーノーツ
創られた現実と想像の狭間で繰り返される問い。
もし果てを知る事が出来ても、その先にはまた新たな道が続くだろう。
折り重なった手綱を離さないように、足りない欠片を探して進んでいく。
最果てのその日まで[11]。

## 収録楽曲

### 全形態共通
| 全作詞・作曲: Who-ya、全編曲: Who-ya Extended。 |                              |        |            |      |
| #                                               | タイトル                     | 作詞   | 作曲・編曲 | 時間 |
| 1.                                              | 「VIVID VICE」               | Who-ya | Who-ya     | 3:05 |
| 2.                                              | 「The master mind」          | Who-ya | Who-ya     | 3:27 |
| 3.                                              | 「VIVID BANG」               | Who-ya | Who-ya     | 3:06 |
| 4.                                              | 「Enough is Enough」         | Who-ya | Who-ya     | 4:12 |
| 5.                                              | 「VIVID VICE」(Instrumental) | Who-ya | Who-ya     | 2:44 |
| 合計時間:                                       | 合計時間:                    | 16:34  |            |      |

### 期間生産限定盤
| 全作詞・作曲: Who-ya、全編曲: Who-ya Extended。 |                              |        |            |      |
| #                                               | タイトル                     | 作詞   | 作曲・編曲 | 時間 |
| 1.                                              | 「VIVID VICE」               | Who-ya | Who-ya     | 3:05 |
| 2.                                              | 「The master mind」          | Who-ya | Who-ya     | 3:27 |
| 3.                                              | 「VIVID BANG」               | Who-ya | Who-ya     | 3:06 |
| 4.                                              | 「Enough is Enough」         | Who-ya | Who-ya     | 4:12 |
| 5.                                              | 「VIVID VICE TV size」       | Who-ya | Who-ya     | 1:33 |
| 6.                                              | 「VIVID VICE」(Instrumental) | Who-ya | Who-ya     | 3:03 |
| 合計時間:                                       | 合計時間:                    | 18:26  |            |      |

## 評価
- Billboard JAPANは、話題作とのコラボでは避けては通れない、“期待”という高いハードルをしっかりと飛び越えてきたことを踏まえ「呪霊との戦いを通じて成長する主人公たち、彼らの葛藤や決意を掬い上げ、楽曲のリリックや音像に溶け込ませた「VIVID VICE」は、アニメの世界観に心酔する視聴者たちの期待を裏切らなかった」と評した[12]。
- アニメージュ+は「《選択肢なんて 罠に見える》《踏み出せ その歩を》と不安に寄り添うようなフレーズがある一方で、《不倶戴天》や《宿怨》といった強烈な単語も存在しており、この生々しいバランスが、聴いている者の心に一瞬だけ影を落としてくる。悲壮感のあるギター、高揚感を煽るドラム、ベース、そして、心の形を抉り出す歌詞、そうしたものが『呪術廻戦』の鮮烈なアニメーションと重なり、気づけば私達は、自分の中にある「傷」にも目を向けることになっていく。この重層的な世界観こそが『VIVID VICE』の大きな魅力なのではないだろうか」と評した[13]。
- Funplus Musicは「この曲の最も大きな特徴は“鮮やか”と“邪悪”という言葉が結合したタイトル「VIVID VICE」が象徴しているように、相反するものを抱えている状態であるということ。ドラムは前のめりに走っていくようなイメージを与えながらも、ベースは叙情的な旋律をシリアスに演奏し、ギターはセクションごとに音色を巧みに使い分けて楽曲に宿る心象風景を繊細に切り取る。個々の表現するものが異なるなか、ぎりぎり均衡が保たれている様は、不安、怒り、希望、悲しみ、喜びが混乱しながらも前へ前へと転がり続けていくという、若者ならではの生き様そのものだ」と評した[14]。
- 歌詞検索サイトUtaTenは、曲名と歌詞の意味や、Who-yaのワードセンスを考察しながら「心の中の善と悪の葛藤を描く歌詞。正義を貫こうとする強さを感じる楽曲」だと評した[15]。
- Real Soundは、前クールのオープニングテーマである「廻廻奇譚」と比較しながら「虎杖の心情の変化に伴い、そして、物語がより過酷な方へ向かうことを暗示するように、より不穏さを掻き立てる、肌がひりつくような曲に仕上がっている」と評した[16]。
- Mikikiは「轟音のロック・サウンドに作品とリンクしたような世界観の歌詞を乗せ、それを変幻自在の譜割りで飛び越えるように歌い上げるのが最高にクール」と評した[17]。

## チャートと認定

### 週間
| チャート（2021年）               | 最高 順位 |
| -------------------------------- | --------- |
| オリコン週間 アルバムランキング  | 7         |
| Billboard Japan Top Albums Sales | 6         |
| Billboard Japan Hot Albums       | 12        |
| Billboard Japan Download Albums  | 14        |

### 認定とセールス
| 国/地域                                             | 認定     | 認定/売上数 |
| --------------------------------------------------- | -------- | ----------- |
| 日本 (RIAJ)                                         | ゴールド | 100,000     |
| * 認定のみに基づく売上数 ^ 認定のみに基づく出荷枚数 |          |             |